# BEB V
Die Dampflokomotivreihe BEB V war eine Personenzug-Schlepptenderlokomotivreihe der Buschtěhrader Eisenbahngesellschaft (BEB).

## Geschichte
Die von der BEB beschafften 20 Stück Personenzuglokomotiven der Bauart 1B wurden von der Sächsischen Maschinenfabrik vorm. Richard Hartmann in Chemnitz in den Jahren 1870 bis 1872 geliefert.
Sie wurden als BEB V eingeordnet und bekamen die Betriebsnummern 1–20.
In ihren Abmessungen ähnelten die Maschinen der Reihe kkStB 23 der k.k. österreichischen Staatsbahnen.
Nach der Verstaatlichung 1923 kamen alle 20 Maschinen zu den Tschechoslowakischen Staatsbahnen (ČSD), die ihnen die Reihenbezeichnung 232.2 gab und sie bis 1931 ausmusterte.